# Clementine (Frucht)

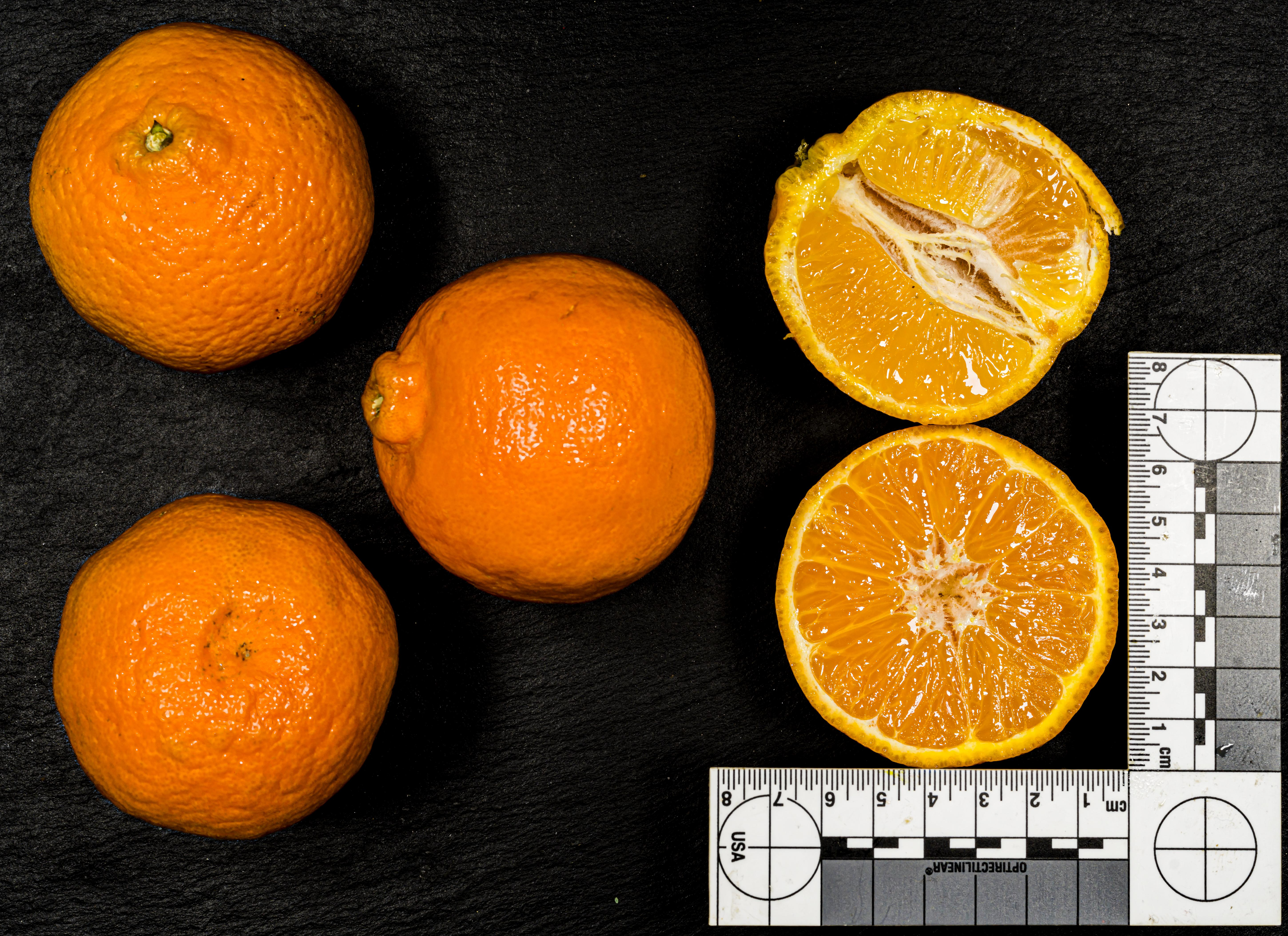
Die Sorte Clemenules mit Querschnitten

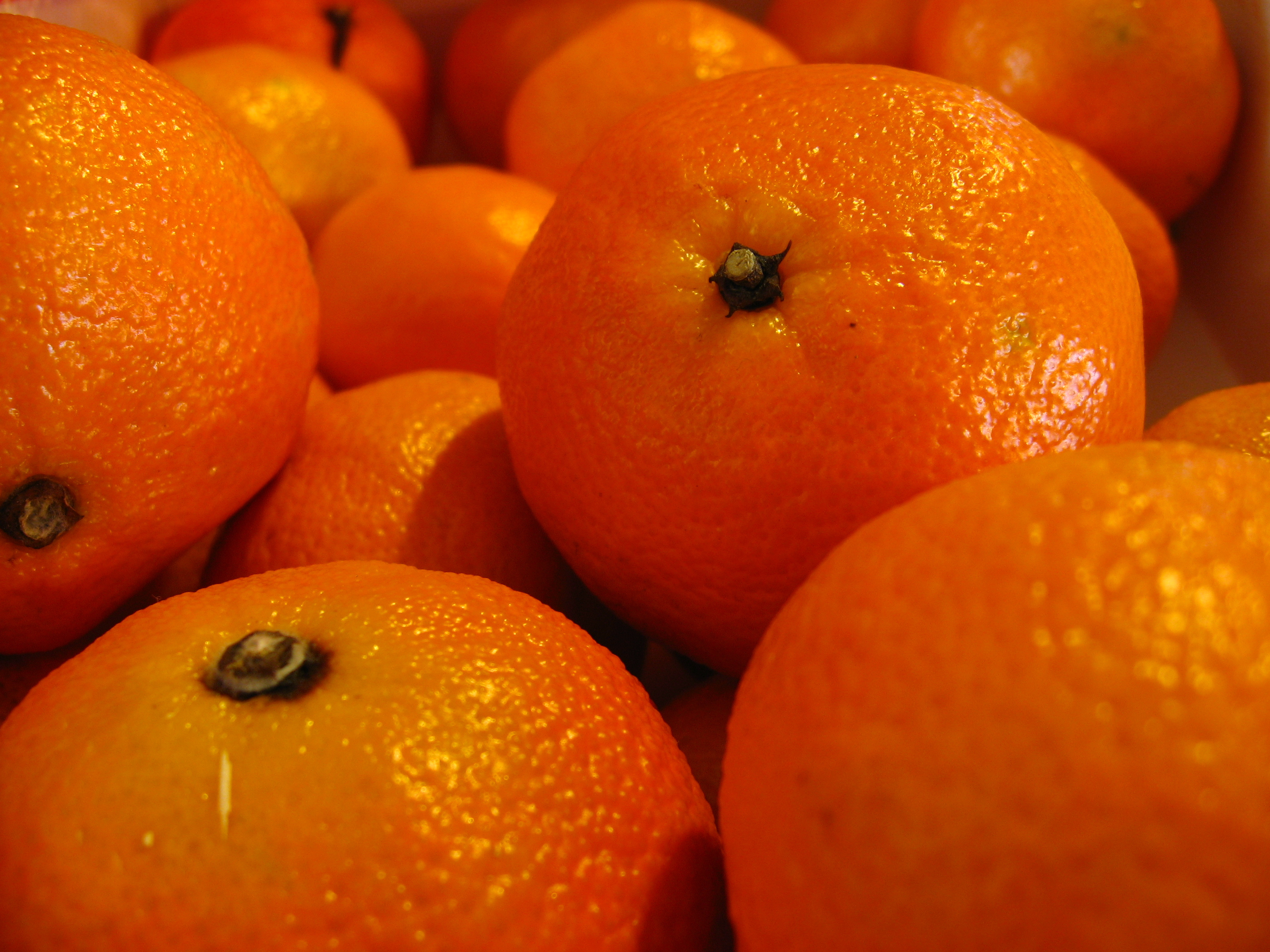
Clementine (Citrus ×aurantium), Früchte

Als Clementine oder Klementine [klemɛnˈtiːnə] (Citrus ×clementina) bezeichnet man eine Gruppe von Hybriden aus der Gattung der Zitruspflanzen (Citrus). Die Clementine ist eine Hybride zwischen Mandarine (Citrus ×deliciosa) und Orange (Citrus ×sinensis). Frucht und Baum tragen die gleiche Bezeichnung, der Baum kann etwa vier bis sechs Meter groß werden. Sie wird in Deutschland umgangssprachlich als Mandarine bezeichnet. Die Clementinen sind im Mittelmeerraum entstanden.

## Beschreibung

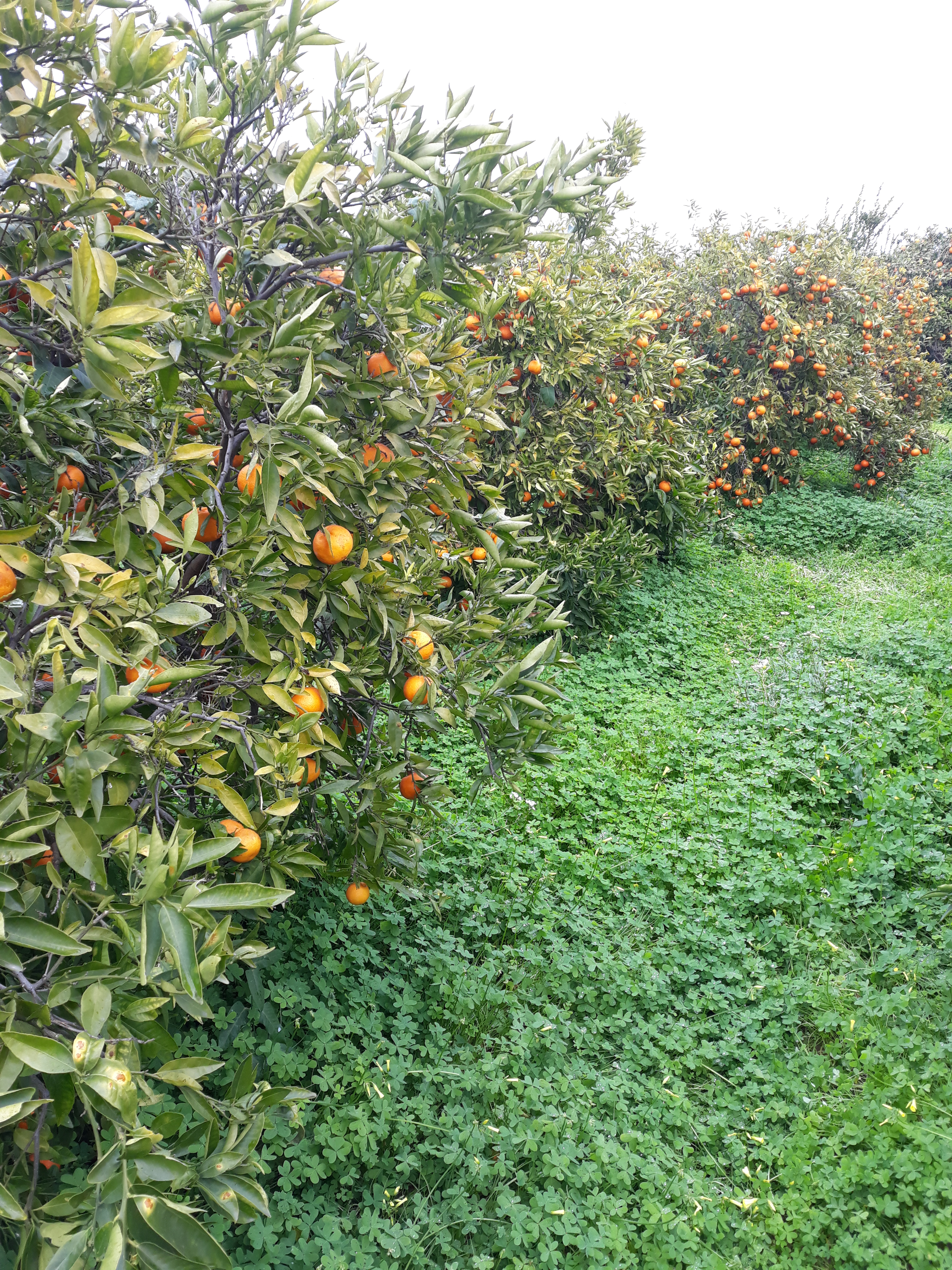
Clementinenbaum in Spanien

Clementinen wachsen als kleiner, immergrüner Baum mit runder, ausgebreiteter Krone. Die Zweige sind relativ dünn und kaum mit Dornen besetzt. Die Blätter sind lanzettlich und variabel in der Größe. Die Pflanzen sind recht kältetolerant im Vergleich zu anderen Zitruspflanzen, auch die Früchte benötigen zur Reife keine hohen Temperaturen. Clementinen-Pflanzen ähneln sehr der Mandarine. Die übliche Erntezeit der Clementine erstreckt sich von November bis Januar.
Die Früchte sind rund, die äußere Schicht der Schale (Exokarp) ist orange und glänzend mit zahlreichen Öldrüsen, die als winzige Dellen in der Oberfläche erscheinen. Die äußere, farbige Schale sowie das darunter befindliche weiße Gewebe (Mesokarp) haften am Innern der Frucht. Das Innere besteht aus acht bis zwölf Segmenten, die zentrale Achse ist oft hohl. Die einzelnen Segmente sind mit orangefarbenem Fruchtfleisch gefüllt. Je nach Sorte und je nachdem, ob eine Befruchtung durch fremden Pollen stattfand, entwickeln sich Samen. Diese sind innen grün und enthalten nur einen Embryo.
Die Chromosomenzahl beträgt 2n = 18.
Unterschiede zur Mandarine:
- keine oder wenig Kerne
- Anzahl Segmente 8–12 (Mandarine i. d. R. 9)
- dickere Schale, dadurch längere Lagerung möglich
- süßer, aber weniger aromatisch
- mehr Vitamin C, weniger Kalium, weniger Kalorien

## Systematik
Die Clementine hat ihren Namen vom Trappistenmönch Frère Clément (Vital Rodier 1839–1904), welcher den Gartenbaubetrieb des Waisenhauses von Misserghin (in der Nähe von Oran in Algerien) leitete und als erster die Clementine entdeckte und wissenschaftlich beschrieb. Möglicherweise war sie früher schon in China bekannt. Zitat von James Saunt: „Some authorities believe it is virtually identical to the variety known as the Canton mandarin widely grown in Guangxi and Guangdong Provinces in China“ (dt.: „Einige Fachleute glauben, dass sie praktisch identisch ist mit der Sorte, die als Kanton-Mandarine bekannt ist und in den Provinzen Guangxi und Guangdong in China weit verbreitet ist“).
Als wissenschaftliche Benennung findet man häufig Citrus clementina oder Citrus reticulata ‚Clementine‘. Da es sich aber um eine Kreuzung handelt, die letztlich auf die Arten Mandarine und (über den Zwischenschritt Orange) Pampelmuse zurückgeht, sollte sie Citrus × aurantium Clementinen-Gruppe benannt werden.

## Verbreitung
Die Clementine wird in Südeuropa, Nordwestafrika und Florida kultiviert.
Sie zählt wie die Satsuma (Citrus × aurantium) und die Ovale Kumquat (Fortunella margarita) zu den kältetolerantesten Zitruspflanzen. Diese relative Kältetoleranz hat u. a. dazu geführt, dass der Clementinenanbau in Florida nach verschiedenen Frostereignissen, die die traditionellen Orangenkulturen schwer in Mitleidenschaft gezogen hatten, ausgebaut wurde. Diese Kältetoleranz ist auch der Grund, weshalb in Frankreich die Clementine die einzige wirtschaftlich bedeutende Agrumenkultur ist. Orangenanbau und Bitterorangenzucht haben dagegen kaum noch ökonomische Relevanz für die Agrumenkultur in Frankreich.

## Wirtschaftliche Bedeutung
Siehe: Wirtschaftliche Bedeutung der Mandarine